# Algoda
Algoda o L'Algoda és una pedania del municipi d'Elx, al País Valencià, conformada per un nucli urbà disseminat. Ocupa una superfície de 6,8 km² que delimita amb les partides del Pla de Sant Josep, Matola, Puçol, Algorós i el terme municipal de Crevillent, pròxim al Parc Natural del Fondo. En l'any 2018 tenia 856 habitants.
Hi figura en el repartiment que va fer l'infant en Manuel en 1267 com a alqueria poblada per musulmans dedicada al conreu de l'olivera, el cereal i la magrana, i així es va mantindre fins l'expulsió dels moriscos en 1609. Posteriorment, el senyor d'Elx la va repoblar amb població cristiana. Des d'aleshores ha preservat el seu caràcter agrari, i actualment destaquen les empreses de vivers de plantes ornamentals. En els anys 30 del segle XX es va construir la principal via de comunicació, la carretera de Matola, sobre l'antic camí d'Oriola.
És l'única pedania il·licitana amb dos temples religiosos: l'església de Maria Auxiliadora, a la qual se celebren les festes patronals al mes de maig, i l'ermita de l'Àngel, amb qui comparteix celebració amb Puçol d'unes festes a l'agost.